# Liste der Bodendenkmäler in Greding
Auf dieser Seite sind die Bodendenkmäler in der mittelfränkischen Stadt Greding zusammengestellt. Diese Tabelle ist eine Teilliste der Liste der Bodendenkmäler in Bayern. Grundlage ist die Bayerische Denkmalliste, die auf Basis des Bayerischen Denkmalschutzgesetzes vom 1. Oktober 1973 erstmals erstellt wurde und seither durch das Bayerische Landesamt für Denkmalpflege geführt wird. Die folgenden Angaben ersetzen nicht die rechtsverbindliche Auskunft der Denkmalschutzbehörde.

## Bodendenkmäler in Greding
| Lage                               | Objekt | Akten-Nr.     | Bild |
| ---------------------------------- | --- | ------------- | ---- |
| Greding (Standort)                 | Siedlung der Bronze-, Urnenfelder-, Hallstatt- und Latènezeit. | D-1-6934-0061 |      |
| Greding (Standort)                 | Vorgeschichtliche Bestattungsplatz mit mindestens acht Grabhügeln. | D-5-6833-0001 |      |
| Greding (Standort)                 | Vorgeschichtlicher Bestattungsplatz mit verebneten Grabhügeln. | D-5-6833-0002 |      |
| Rotheneichmühle Greding (Standort) | Frühmittelalterliche Niederungsburg Greuth. | D-5-6833-0003 |      |
| Greding (Standort)                 | Mittelalterlicher Burgstall. | D-5-6833-0004 |      |
| Greding (Standort)                 | Siedlung des Neolithikums. | D-5-6833-0005 |      |
| Greding (Standort)                 | Siedlung oder Bestattungsplatz der Hallstattzeit. | D-5-6833-0007 |      |
| Greding (Standort)                 | Siedlung der Latènezeit, Siedlung der Urnenfelderzeit. | D-5-6833-0011 |      |
| Greding (Standort)                 | Siedlung des Neolithikums, Siedlung der Hallstattzeit, Siedlung der Latènezeit, Wüstung des Mittelalters. | D-5-6833-0013 |      |
| Greding (Standort)                 | Siedlung der Steinzeiten, Siedlung der Urnenfelderzeit, Siedlung der Latènezeit. | D-5-6833-0014 |      |
| Greding (Standort)                 | Siedlung vorgeschichtlicher Zeitstellung. | D-5-6833-0015 |      |
| Greding (Standort)                 | Siedlung der Steinzeiten, Siedlung der Urnenfelderzeit. | D-5-6833-0016 |      |
| Greding (Standort)                 | Siedlung der Urnenfelderzeit, Siedlung der Latènezeit. | D-5-6833-0017 |      |
| Greding (Standort)                 | Vorgeschichtlicher Bestattungsplatz mit verebneten Grabhügeln. | D-5-6833-0018 |      |
| Greding (Standort)                 | Siedlung der Latènezeit. | D-5-6833-0019 |      |
| Greding (Standort)                 | Siedlung der Eisenzeit. | D-5-6833-0020 |      |
| Greding (Standort)                 | Siedlung der Steinzeiten. | D-5-6833-0021 |      |
| Greding (Standort)                 | Siedlung der Urnenfelderzeit. | D-5-6833-0022 |      |
| Greding (Standort)                 | Siedlung vor- und frühgeschichtlicher Zeitstellung. | D-5-6833-0176 |      |
| Greding (Standort)                 | Mittelalterliche und frühneuzeitliche Befunde im Bereich der ehem. Burg Hofberg. | D-5-6833-0280 |      |
| Greding (Standort)                 | Mittelalterliche und frühneuzeitliche Befunde im Bereich der Kath. Pfarrkirche Mariä Himmelfahrt in Obermässing, Friedhof des Mittelalters und der frühen Neuzeit.                                                                         | D-5-6833-0304 |      |
| Greding (Standort)                 | Höhenbefestigung des Mittelalters. | D-5-6833-0367 |      |
| Greding (Standort)                 | Turmhügelburg des hohen oder späten Mittelalters. | D-5-6833-0368 |      |
| Greding (Standort)                 | Vorgeschichtlicher Bestattungsplatz mit mindestens fünfzehn Grabhügeln. | D-5-6834-0001 |      |
| Greding (Standort)                 | Vorgeschichtlicher Bestattungsplatz mit Grabhügeln. | D-5-6834-0002 |      |
| Greding (Standort)                 | Siedlung der Steinzeiten, Siedlung vorgeschichtlicher Zeitstellung. | D-5-6834-0004 |      |
| Greding (Standort)                 | Siedlung vor- und frühgeschichtlicher Zeitstellung. | D-5-6933-0001 |      |
| Greding (Standort)                 | Vorgeschichtlicher Bestattungsplatz mit zwei Grabhügeln. | D-5-6933-0004 |      |
| Greding (Standort)                 | Vorgeschichtlicher Bestattungsplatz mit 45 Grabhügeln. | D-5-6933-0006 |      |
| Greding (Standort)                 | Vorgeschichtlicher Bestattungsplatz mit verebneten Grabhügeln. | D-5-6933-0007 |      |
| Greding (Standort)                 | Verebneter Grabhügel vorgeschichtlicher Zeitstellung. | D-5-6933-0008 |      |
| Greding (Standort)                 | Höhle mit Funden des Mesolithikums. | D-5-6933-0009 |      |
| Greding (Standort)                 | Siedlung vorgeschichtlicher Zeitstellung. | D-5-6933-0012 |      |
| Greding (Standort)                 | Siedlung des Neolithikums, Siedlung der Bronzezeit, Siedlung der Urnenfelderzeit, Siedlung der Latènezeit. | D-5-6933-0017 |      |
| Greding (Standort)                 | Siedlung und Handwerksareal vorgeschichtlicher Zeitstellung. | D-5-6933-0018 |      |
| Greding (Standort)                 | Siedlung der Steinzeiten, Siedlung der Bronzezeit, Siedlung der Urnenfelderzeit, Siedlung der Hallstattzeit, Siedlung der Latènezeit und Siedlung der römischen Kaiserzeit.                                                                | D-5-6933-0020 |      |
| Greding (Standort)                 | Siedlung der Steinzeiten. | D-5-6933-0024 |      |
| Greding (Standort)                 | Siedlung der Steinzeiten, Siedlung und Gräberfeld der Bronzezeit, Siedlung der Hallstattzeit, Siedlung der Latènezeit, Siedlung der römischen Kaiserzeit, Siedlung und Reihengräberfeld des Frühmittelalters.                              | D-5-6933-0025 |      |
| Greding (Standort)                 | Siedlung der Steinzeiten, Siedlung der Urnenfelderzeit. | D-5-6933-0026 |      |
| Greding (Standort)                 | Siedlung der Steinzeiten, Siedlung der Urnenfelderzeit. | D-5-6933-0027 |      |
| Greding (Standort)                 | Siedlung vorgeschichtlicher Zeitstellung. | D-5-6933-0028 |      |
| Greding (Standort)                 | Siedlung der Urnenfelderzeit, Siedlung der Latènezeit. | D-5-6933-0029 |      |
| Greding (Standort)                 | Siedlung vorgeschichtlicher Zeitstellung. | D-5-6933-0030 |      |
| Greding (Standort)                 | Siedlung vorgeschichtlicher Zeitstellung. | D-5-6933-0031 |      |
| Greding (Standort)                 | Siedlung der Steinzeiten, Siedlung der Bronzezeit, Siedlung der Urnenfelderzeit, Siedlung und Handwerksareal der Hallstattzeit, Siedlung der Latènezeit, Siedlung der römischen Kaiserzeit, Siedlung des frühen Mittelalters.              | D-5-6933-0032 |      |
| Greding (Standort)                 | Siedlung der Urnenfelderzeit, Siedlung der Latènezeit. | D-5-6933-0033 |      |
| Greding (Standort)                 | Siedlung der Hallstattzeit. | D-5-6933-0035 |      |
| Greding (Standort)                 | Mittelalterlicher Burgstall. | D-5-6933-0038 |      |
| Greding (Standort)                 | Abschnittsbefestigung vor- und frühgeschichtlicher Zeitstellung oder des Mittelalters. | D-5-6933-0039 |      |
| Greding (Standort)                 | Siedlung vor- und frühgeschichtlicher Zeitstellung oder des Mittelalters. | D-5-6933-0040 |      |
| Greding (Standort)                 | Siedlung der Urnenfelderzeit. | D-5-6933-0041 |      |
| Greding (Standort)                 | Siedlung der Hallstattzeit. | D-5-6933-0042 |      |
| Greding (Standort)                 | Siedlung des Neolithikums, Siedlung der Urnenfelderzeit, Siedlung der Latènezeit. | D-5-6933-0043 |      |
| Greding (Standort)                 | Vorgeschichtlicher Bestattungsplatz mit mindestens zwei Grabhügeln. | D-5-6933-0044 |      |
| Greding (Standort)                 | Vorgeschichtlicher Bestattungsplatz mit überwiegend verebneten Grabhügeln, Siedlung der Steinzeiten. | D-5-6933-0045 |      |
| Greding (Standort)                 | Abschnittsbefestigung des frühen Mittelalters. | D-5-6933-0047 |      |
| Greding (Standort)                 | Mittelalterlicher Burgstall. | D-5-6933-0048 |      |
| Greding (Standort)                 | Vorgeschichtlicher Bestattungsplatz mit mindestens 27 Grabhügeln, daraus Funde der Bronzezeit. | D-5-6933-0050 |      |
| Greding (Standort)                 | Vorgeschichtlicher Bestattungsplatz mit mindestens vier Grabhügeln, daraus Funde der Bronzezeit. | D-5-6933-0051 |      |
| Greding (Standort)                 | Grabhügel vorgeschichtlicher Zeitstellung. | D-5-6933-0052 |      |
| Greding (Standort)                 | Siedlung vorgeschichtlicher Zeitstellung. | D-5-6933-0056 |      |
| Greding (Standort)                 | Befestigung und Grabhügel vorgeschichtlicher Zeitstellung, mittelalterlicher Burgstall. | D-5-6933-0060 |      |
| Greding (Standort)                 | Vorgeschichtlicher Bestattungsplatz mit mindestens neun Grabhügeln, daraus Funde der Bronzezeit. | D-5-6933-0061 |      |
| Greding (Standort)                 | Vorgeschichtlicher Bestattungsplatz mit mindestens acht Grabhügeln. | D-5-6933-0062 |      |
| Greding (Standort)                 | Vorgeschichtlicher Bestattungsplatz mit Grabhügeln. | D-5-6933-0065 |      |
| Greding (Standort)                 | Grabhügel vorgeschichtlicher Zeitstellung. | D-5-6933-0066 |      |
| Greding (Standort)                 | Siedlung vorgeschichtlicher Zeitstellung. | D-5-6933-0070 |      |
| Greding (Standort)                 | Siedlung der Latènezeit. | D-5-6933-0071 |      |
| Greding (Standort)                 | Siedlung vor- und frühgeschichtlicher Zeitstellung. | D-5-6933-0072 |      |
| Greding (Standort)                 | Siedlung vor- und frühgeschichtlicher Zeitstellung oder des Frühmittelalters. | D-5-6933-0073 |      |
| Greding (Standort)                 | Siedlung der Urnenfelderzeit. | D-5-6933-0074 |      |
| Greding (Standort)                 | Siedlung der Urnenfelderzeit. | D-5-6933-0075 |      |
| Greding (Standort)                 | Siedlung vorgeschichtlicher Zeitstellung. | D-5-6933-0076 |      |
| Greding (Standort)                 | Siedlung vorgeschichtlicher Zeitstellung. | D-5-6933-0077 |      |
| Greding (Standort)                 | Siedlung der Urnenfelderzeit, Verhüttungsplatz des Mittelalters. | D-5-6933-0078 |      |
| Greding (Standort)                 | Siedlung vorgeschichtlicher Zeitstellung. | D-5-6933-0079 |      |
| Greding (Standort)                 | Siedlung vorgeschichtlicher Zeitstellung. | D-5-6933-0080 |      |
| Greding (Standort)                 | Siedlung der Urnenfelderzeit. | D-5-6933-0083 |      |
| Greding (Standort)                 | Siedlung vorgeschichtlicher Zeitstellung. | D-5-6933-0084 |      |
| Greding (Standort)                 | Siedlung der Urnenfelderzeit. | D-5-6933-0085 |      |
| Greding (Standort)                 | Siedlung der Urnenfelderzeit. | D-5-6933-0086 |      |
| Greding (Standort)                 | Siedlung vorgeschichtlicher Zeitstellung. | D-5-6933-0087 |      |
| Greding (Standort)                 | Siedlung vorgeschichtlicher Zeitstellung. | D-5-6933-0088 |      |
| Greding (Standort)                 | Siedlung vorgeschichtlicher Zeitstellung. | D-5-6933-0089 |      |
| Thalmässing (Standort)             | Siedlung der Steinzeiten. | D-5-6933-0127 |      |
| Greding (Standort)                 | Vorgeschichtlicher Bestattungsplatz mit Grabhügeln. | D-5-6933-0258 |      |
| Greding (Standort)                 | Siedlung der Bronzezeit, Siedlung der Urnenfelderzeit, Siedlung der Hallstattzeit, Siedlung der Römischen Kaiserzeit, karolingische Mühle.                                                                                                 | D-5-6933-0262 |      |
| Greding (Standort)                 | Karolingische Mühlenwüstung. | D-5-6933-0267 |      |
| Greding (Standort)                 | Siedlung der Urnenfelderzeit, Siedlung der Hallstattzeit. | D-5-6933-0269 |      |
| Greding (Standort)                 | Siedlung der Latènezeit. | D-5-6933-0270 |      |
| Greding (Standort)                 | Grabhügel mit Bestattungen der Bronzezeit, Bestattungsplatz der Urnenfelderzeit, Grabhügel mit Bestattungen der Hallstattzeit, Siedlung der Latènezeit sowie Siedlung des frühen Mittelalters.                                             | D-5-6933-0303 |      |
| Greding (Standort)                 | Siedlung der Urnenfelderzeit, Siedlung der Hallstattzeit. | D-5-6933-0306 |      |
| Greding (Standort)                 | Siedlung vor- und frühgeschichtlicher Zeitstellung. | D-5-6933-0313 |      |
| Greding (Standort)                 | Hallstattzeitlicher Bestattungsplatz mit Grabhügeln. | D-5-6933-0324 |      |
| Greding (Standort)                 | Siedlung der Urnenfelderzeit. | D-5-6933-0325 |      |
| Greding (Standort)                 | Vorgeschichtlicher Bestattungsplatz mit mindestens vier Grabhügeln. | D-5-6933-0356 |      |
| Greding (Standort)                 | Vorgeschichtlicher Bestattungsplatz mit zwei verebneten Grabhügeln. | D-5-6933-0357 |      |
| Greding (Standort)                 | Siedlung vorgeschichtlicher Zeitstellung. | D-5-6933-0358 |      |
| Greding (Standort)                 | Mittelalterliche und frühneuzeitliche Befunde im Bereich der kath. Filialkirche St. Nikolaus in Esselberg. | D-5-6933-0360 |      |
| Greding (Standort)                 | Mittelalterliche und frühneuzeitliche Befunde im Bereich der Kath. Filialkirche St. Martin in Euerwang. | D-5-6933-0362 |      |
| Greding (Standort)                 | Mittelalterliche und frühneuzeitliche Befunde im Bereich der Kath. Filialkirche St. Bartholomäus in Grafenberg, Friedhof des Mittelalters und der frühen Neuzeit.                                                                          | D-5-6933-0365 |      |
| Greding (Standort)                 | Mittelalterliche und frühneuzeitliche Befunde im Bereich der Kath. Pfarrkirche St. Johann Ev. in Großhöbing, Friedhof des Mittelalters und der frühen Neuzeit.                                                                             | D-5-6933-0367 |      |
| Greding (Standort)                 | Mittelalterliche und frühneuzeitliche Befunde im Bereich der Kath. Filialkirche St. Peter und Paul in Hausen. | D-5-6933-0372 |      |
| Greding (Standort)                 | Mittelalterliche und frühneuzeitliche Befunde im Bereich der Kath. Filialkirche St. Andreas in Kraftsbuch. | D-5-6933-0375 |      |
| Greding (Standort)                 | Frühneuzeitliche Befunde im Bereich der Kath. Filialkirche Maria Hilf in Linden, Friedhof der frühen Neuzeit. | D-5-6933-0377 |      |
| Greding (Standort)                 | Mittelalterliche und frühneuzeitliche Befunde im Bereich der Kath. Filialkirche St. Wolfgang in Schutzendorf, Friedhof des Mittelalters und der frühen Neuzeit.                                                                            | D-5-6933-0379 |      |
| Greding (Standort)                 | Mittelalterliche und frühneuzeitliche Befunde im Bereich der Kath. Pfarrkirche St. Leodegar in Untermässing. | D-5-6933-0381 |      |
| Greding (Standort)                 | Mittelalterliche Abschnittsbefestigung. | D-5-6934-0001 |      |
| Greding (Standort)                 | Vorgeschichtlicher Bestattungsplatz mit mindestens fünf Grabhügeln. | D-5-6934-0003 |      |
| Greding (Standort)                 | Vorgeschichtlicher Bestattungsplatz mit mindestens 13 Grabhügeln. | D-5-6934-0004 |      |
| Greding (Standort)                 | Abschnittsbefestigung vor- und frühgeschichtlicher Zeitstellung oder des Mittelalters. | D-5-6934-0005 |      |
| Greding (Standort)                 | Mittelalterliche und frühneuzeitliche Befunde im Bereich der ehem. kath. Pfarrkirche St. Martin in Greding, Friedhof des Mittelalters und der frühen Neuzeit.                                                                              | D-5-6934-0006 |      |
| Greding (Standort)                 | Grabhügel vorgeschichtlicher Zeitstellung. | D-5-6934-0009 |      |
| Greding (Standort)                 | Siedlung vorgeschichtlicher Zeitstellung. | D-5-6934-0011 |      |
| Greding (Standort)                 | Siedlung der Bronzezeit. | D-5-6934-0014 |      |
| Greding (Standort)                 | Siedlung und Bestattungsplatz des Neolithikums, Siedlung der frühen und mittleren Bronzezeit, Siedlung der Urnenfelderzeit, Siedlung der späten Hallstatt- sowie frühen Latènezeit, Siedlung und Bestattungsplatz des frühen Mittelalters. | D-5-6934-0015 |      |
| Greding (Standort)                 | Vor- und frühgeschichtlicher Bestattungsplatz mit mindestens zwei Grabhügeln. | D-5-6934-0018 |      |
| Greding (Standort)                 | Siedlung der Steinzeiten, Siedlung der Latènezeit. | D-5-6934-0019 |      |
| Greding (Standort)                 | Siedlung des Neolithikums, der Bronzezeit, der Urnenfelderzeit, der späten Hallstatt- sowie der frühen und späten Latènezeit, außerdem Siedlung der römischen Kaiserzeit.                                                                  | D-5-6934-0020 |      |
| Greding (Standort)                 | Siedlung vorgeschichtlicher Zeitstellung. | D-5-6934-0021 |      |
| Greding (Standort)                 | Vorgeschichtlicher Bestattungsplatz mit mindestens vier Grabhügeln. | D-5-6934-0026 |      |
| Greding (Standort)                 | Siedlung der Steinzeiten, Siedlung der Bronzezeit, Siedlung der Urnenfelderzeit, Siedlung der Latènezeit, Siedlung der römischen Kaiserzeit.                                                                                               | D-5-6934-0027 |      |
| Greding (Standort)                 | Viereckschanze der Latènezeit. | D-5-6934-0030 |      |
| Greding (Standort)                 | Bestattungsplatz vorgeschichtlicher Zeitstellung. | D-5-6934-0032 |      |
| Greding (Standort)                 | Abschnittsbefestigung vorgeschichtlicher Zeitstellung oder des Frühmittelalters. | D-5-6934-0033 |      |
| Greding (Standort)                 | Vorgeschichtlicher Bestattungsplatz mit mindestens 25 Grabhügeln. | D-5-6934-0034 |      |
| Greding (Standort)                 | Mittelalterliche und frühneuzeitliche Befunde im Bereich der Ruine Liebeneck. | D-5-6934-0038 |      |
| Greding (Standort)                 | Bestattungsplatz der Urnenfelderzeit, der Hallstattzeit und der Latènezeit. | D-5-6934-0039 |      |
| Greding (Standort)                 | Grabhügel vorgeschichtlicher Zeitstellung. | D-5-6934-0040 |      |
| Greding (Standort)                 | Siedlung vorgeschichtlicher Zeitstellung. | D-5-6934-0042 |      |
| Greding (Standort)                 | Siedlung des Neolithikums, Siedlung der Urnenfelderzeit, Siedlung der römischen Kaiserzeit. | D-5-6934-0047 |      |
| Greding (Standort)                 | Siedlung der Bronze- und Urnenfelderzeit. | D-5-6934-0050 |      |
| Greding (Standort)                 | Siedlung vorgeschichtlicher Zeitstellung, Siedlung der römischen Kaiserzeit. | D-5-6934-0051 |      |
| Greding (Standort)                 | Siedlung vorgeschichtlicher Zeitstellung. | D-5-6934-0054 |      |
| Greding (Standort)                 | Vor- und frühgeschichtlicher Bestattungsplatz mit verebneten Grabhügeln. | D-5-6934-0058 |      |
| Greding (Standort)                 | Friedhof des Mittelalters und der frühen Neuzeit. | D-5-6934-0060 |      |
| Greding (Standort)                 | Mittelalterliche und frühneuzeitliche Befunde im Bereich der Altstadt von Greding. | D-5-6934-0061 |      |
| Greding (Standort)                 | Mittelalterliche und frühneuzeitliche Stadtbefestigung von Greding. | D-5-6934-0062 |      |
| Greding (Standort)                 | Mittelalterliche und frühneuzeitliche Befunde im Bereich der Kath. Pfarrkirche St. Jakobus d. Ä. von Greding. | D-5-6934-0063 |      |
| Greding (Standort)                 | Mittelalterliche und frühneuzeitliche Befunde im Bereich der Kath. Friedhofskapelle St. Michael in Greding. | D-5-6934-0064 |      |
| Greding (Standort)                 | Mittelalterliche und frühneuzeitliche Befunde im Bereich des ehem. fürstbischöflichen Schlosses in Greding. | D-5-6934-0065 |      |
| Greding (Standort)                 | Mittelalterliche und frühneuzeitliche Befunde im Bereich der Kath. Grabkirche St. Magdalena (Spitalkirche) mit angeschlossenem altem Spitalhaus von Greding.                                                                               | D-5-6934-0066 |      |
| Greding (Standort)                 | Mittelalterliche und frühneuzeitliche Befunde im Bereich der Kath. Pfarrkirche St. Pauli Bekehrung in Heimbach. | D-5-6934-0075 |      |
| Greding (Standort)                 | Mittelalterliche und frühneuzeitliche Befunde im Bereich der Kath. Filialkirche St. Pankratius in Herrnsberg, Friedhof des Mittelalters und der frühen Neuzeit.                                                                            | D-5-6934-0077 |      |
| Greding (Standort)                 | Mittelalterliche und frühneuzeitliche Befunde im Bereich der Kath. Filialkirche St. Thomas in Landerzhofen, Friedhof des Mittelalters und der frühen Neuzeit.                                                                              | D-5-6934-0081 |      |
| Greding (Standort)                 | Mittelalterliche und frühneuzeitliche Befunde im Bereich der Kath. Filial- und Wallfahrtskirche St. Johannes der Täufer in Mettendorf, Friedhof des Mittelalters und der frühen Neuzeit.                                                   | D-5-6934-0085 |      |
| Greding (Standort)                 | Mittelalterliche und frühneuzeitliche Befunde im Bereich der Kath. Filialkirche St. Stephan in Österberg, Friedhof des Mittelalters und der frühen Neuzeit.                                                                                | D-5-6934-0087 |      |
| Greding (Standort)                 | Mittelalterliche und frühneuzeitliche Befunde im Bereich der Kath. Pfarrkirche St. Ägidius in Röckenhofen, Friedhof des Mittelalters und der frühen Neuzeit.                                                                               | D-5-6934-0089 |      |